# Dubbelsvindlarna
Dubbelsvindlarna är en svensk miniserie från 1981 av Pelle Berglund med Björn Gustafson och Lasse Strömstedt i huvudrollerna. Dubbelsvindlarna är den fristående fortsättningen på Dubbelstötarna, och följs upp av Studierektorns sista strid. Manuset är baserat på Tomas Arvidssons romaner Bakstöten och Utanförskapet.

## Handling
Den småskumme diktaren Bo Brand har problem med att ingen köper hans böcker, så han planerar ett par kupper som rör sig både om skumma postgiroutbetalningar och livförsäkringar. Tillsammans med sin bror, studierektorn Bertilsson, tar de färjan över till Finland för att sätta planen i verket, men först måste de hitta någon som kan ställa upp som vittne.
Samtidigt håller änkan Agnes Wahl på att planera för hur hon och sjuksköterskan Violet ska kunna smuggla ut pengar från Sverige. Av en tillfällighet så råkar Violet stöta ihop med Bo Brand som börjar berätta om sina planer för henne.

## I rollerna
- Björn Gustafson - Jan Bertilsson
- Lasse Strömstedt - Bo Brand
- Helena Brodin - Fru Bertilsson
- Lena Ræder - Malin Bertilsson
- Birgitta Valberg - Agnes Wahl
- Gunilla Olsson - Violet
- Erland Josephson - Thomas, bokförläggare
- Agneta Ekmanner - Thomas sekreterare
- Leif Liljeroth - Rektorn
- Lütfi Özkök - Ahmet Ok
- Michael Segerström - Lokalreporter
- Roland Janson - Hansson, färjepassagerare
- Mona Andersson - Greta Hansson, färjepassagerare
- Ruth Stevens Roeck-Hansen - Vittnet
- Michael Kallaanvaara - kapten på Finlandsfärjan
- Tjadden Hällström - Tryckeriförman
- Gösta Engström - Gösta, tryckeriarbetare
- Pierre Lindstedt - Bagare
- Per Sandborgh - Doktor
- Carl-Axel Heiknert - Polischef
- Leif G.W. Persson - Eliasson, polis
- Bernt Lundquist - Larsson, polis
- Anna Godenius - Kommissarie Falkner
- Anders Linder - Anställd på Skatteverket
- Gösta Krantz - Chefen på Skatteverket
- Olof Thunberg - Utredare
- Birger Malmsten - Utredare
- Lauritz Falk - Lennart Bergfalk
- Segol Mann - Läkare
- Sandro Key-Åberg - som sig själv
- Lars Hamrén - Polis

## DVD-utgivning
Dubbelsvindlarna gavs ut på DVD den 14 juli 2010.